# Полтава (футбольный клуб, 2007)
«Полта́ва» (укр. «Полтава») — украинский футбольный клуб из Полтавы. Основан 5 июня 2007 года, расформирован 21 июня 2018 года. Игры проводил на стадионе «Локомотив».

## История
С 2007 года клуб выступал в группе «Б» Второй лиги. В сезоне 2007/08 занял 11-е место, в сезоне 2008/09 — 2-е. После снятия с турнира Первой лиги «ИгроСервиса» между командами, занявшими вторые места в группах Второй лиги, был проведён матч за право пройти в Первую лигу; 12 июля 2009 года в Черкассах «Полтава» уступила «Арсеналу» (Белая Церковь) 0:1. В сезоне 2009/10 клуб занял 3-е место.
10 июня 2010 года было сообщено, что клуб больше не будет выступать во второй лиге. Причиной этого в клубе называли «предвзятое отношение к коллективу со стороны ПФЛ», в частности судейство; президент клуба Леонид Соболев отметил, что «таким решением выражает своё несогласие с действующей в чемпионате системой, когда принципы спортивной борьбы отходят на второй план». «Зрители видят только матчи, но они даже не представляют, что творится внутри украинского футбола. И дай Бог им об этом не знать. Поэтому и принято такое решение», — заявил он. Игроки клуба получили расчёт, но клуб как юридическое лицо был сохранён. Несколькими днями позже было сообщено, что состоялась встреча президента клуба Леонида Соболева, министра спорта Украины Равиля Сафиуллина и начальника управления спорта Полтавской облгосадминистрации Виктора Пожичевского, по итогам которой «есть основания предполагать, что ФК „Полтава“ всё же выступит в чемпионате Украины в сезоне 2010/11 гг.», также в сообщении отмечалось выражение общественностью поддержки команде. 16 июня на встрече Леонида Соболева и городского головы Полтавы Андрея Матковского было принято решение, что клуб продолжит участие в первенстве второй лиги. 25 декабря было объявлено о прекращении существования клуба. 21 января 2011 года губернатор Полтавской области Александр Удовиченко заявил, что клуб будет играть и существовать.
15 декабря 2015 года от «Полтавы» поступило направленное в ПФЛ Украины официальное письмо, где сообщалось о снятии команды с турнира Первой лиги сезона 2015/16, главными причинами которого были названы многочисленные бюрократические препятствия при строительстве нового современного стадиона и непредоставление разрешения на отвод земельного участка возле базы ФК «Полтава» для открытия детско-юношеской футбольной школы. В свою очередь в тот же день ПФЛ обратилась к представителям местной власти региона с просьбой сделать всё возможное и невозможное для недопущения исчезновения клуба. На следующий день заявление о снятии было опубликовано на официальном сайте команды. Но в итоге на встрече президента клуба с депутатами городского совета были получены от чиновников гарантии, что они всячески будут содействовать в решении заявленных проблемных моментов, ввиду чего вопрос отказа ФК «Полтава» от участия в турнирах был снят с повестки.
По итогам сезона 2017/2018 в Первой лиге Украины «Полтава» заняла 2 место, что позволило ей участвовать в плей-офф за выход в Премьер-лигу. Соперником команды стал одесский «Черноморец». 23 мая 2018 года в первом матче в Одессе была зафиксирована минимальная победа хозяев. Но через 4 дня «горожане» праздновали разгромную победу 3:0, благодаря которой полтавчане впервые в своей истории вышли в элиту украинского футбола.
21 июня 2018 года на официальном сайте клуба было объявлено про роспуск команды.

## Все главные тренеры
- 2007—2009 — Александр Омельчук
- 2009—2010 — Иван Шарий (исполняющий обязанности)
- 2010 — Юрий Малыгин
- 2010—2013 — Анатолий Бессмертный
- 2013—2014 — Илья Близнюк
- 2015 — Олег Федорчук
- 2015—2016 — Анатолий Бессмертный (исполняющий обязанности)
- 2016—2017 — Юрий Ярошенко
- 2017 — Владимир Прокопиненко
- 2017—2018 — Анатолий Бессмертный

## Достижения

### Кубок Украины
- Четвертьфиналист: 2016/17

### Первая лига Украины
- Серебряный призёр: 2017/18

### Вторая лига Украины
- Серебряный призёр: 2008/09, 2011/12